# Красная горка (микрорайон)
Красная горка — жилой комплекс в Калининском районе Новосибирска. Первая в городе комплексная архитектурная застройка, выполненная после Великой Отечественной войны.

## Расположение
Микрорайон расположен в северо-восточной части Новосибирска и включает в себя 18 кварталов, находящихся с обеих сторон  улицы Богдана Хмельницкого. С северо-запада и юго-востока его ограничивают овражные склоны реки 1-я Ельцовка, с северо-запада — промышленная зона, с юго-запада — дамба Сухого лога.

## История

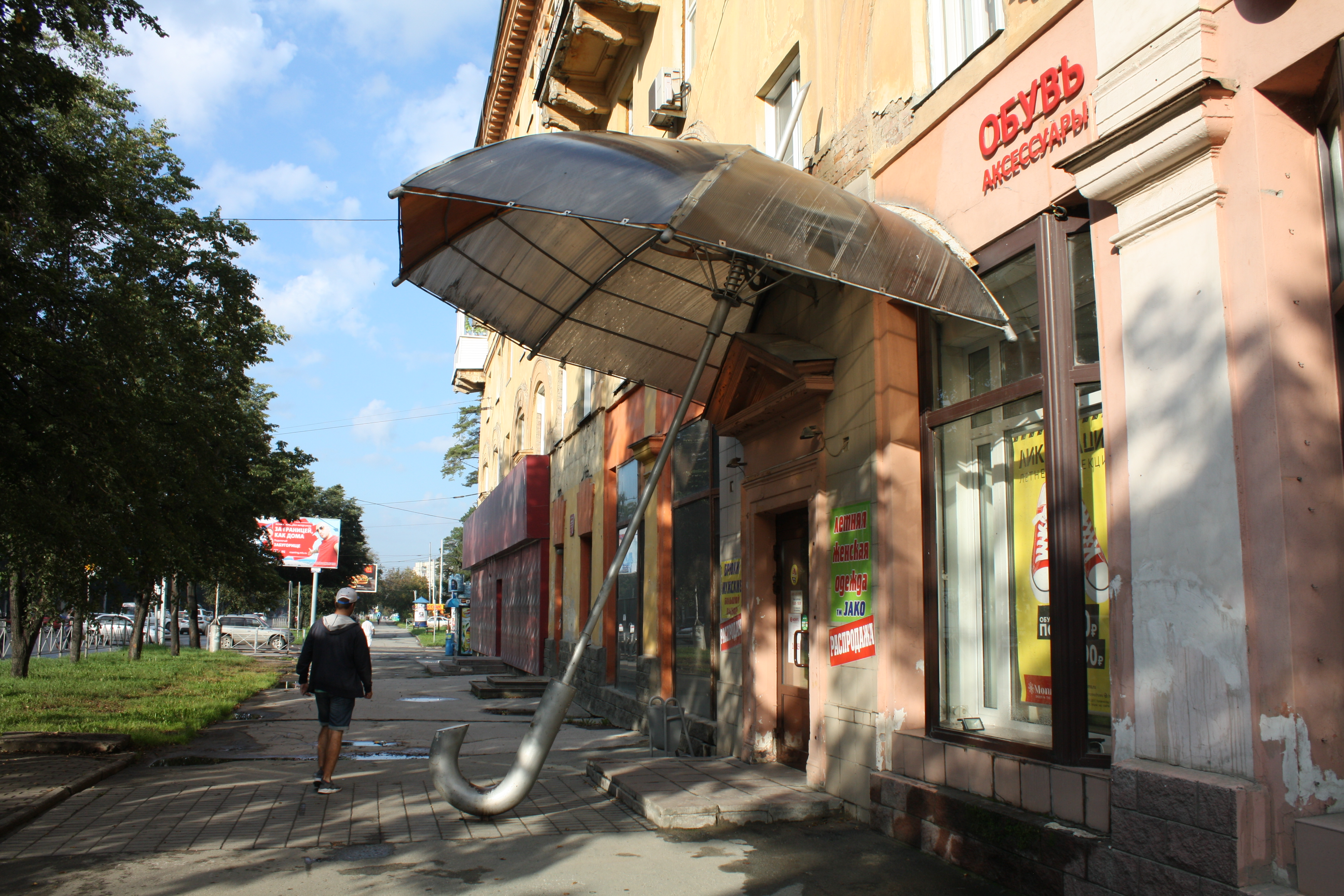
Улица Богдана Хмельницкого — композиционная ось жилого комплекса

### Первый этап застройки
Жилой комплекс проектировала новосибирская организация «Союзтопстройпроект». Строительство началось в 1947 году. Жилой комплекс был назван Красной горкой. Композиционной осью стала улица Богдана Хмельницкого. В этот период возводились небольшие кварталы из двух- и трехэтажных домов с обслуживающими учреждениями: яслями, детсадами, размещеными на внутриквартальной территории. Столовая, промтоварные и продовольственные магазины были встроены в первые этажи угловых зданий по периферии. Благоустройство кварталов было относительно высокого уровня, они имели хорошее озеленение с естественными крупномерными многолетними деревьями, которые сохранились во время строительных работ, кроме того, их окружал естественный лесной массив лесопаркового характера. Архитекторы: С. П. Скобликов, А. Я. Куселиович, А. Ф. Якусевич, В. И. Нуждин, В. А. Касаткин, Н. Ф. Котов, Е. А. Кравчук, Н. Г. Дмитриева, И. С. Солдатов, В. К. Петровский и др.

### Второй этап застройки

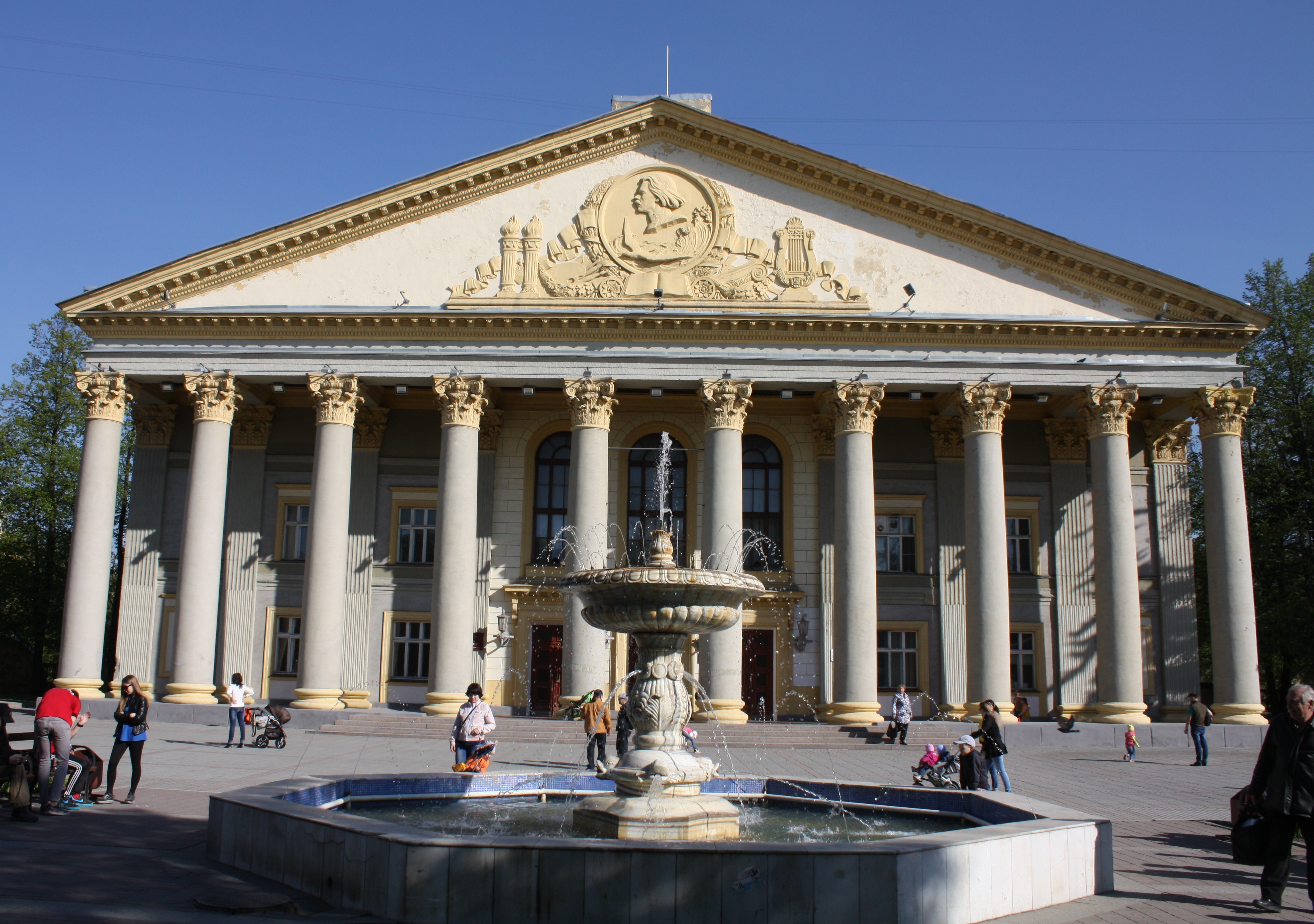
Дворец культуры имени Горького

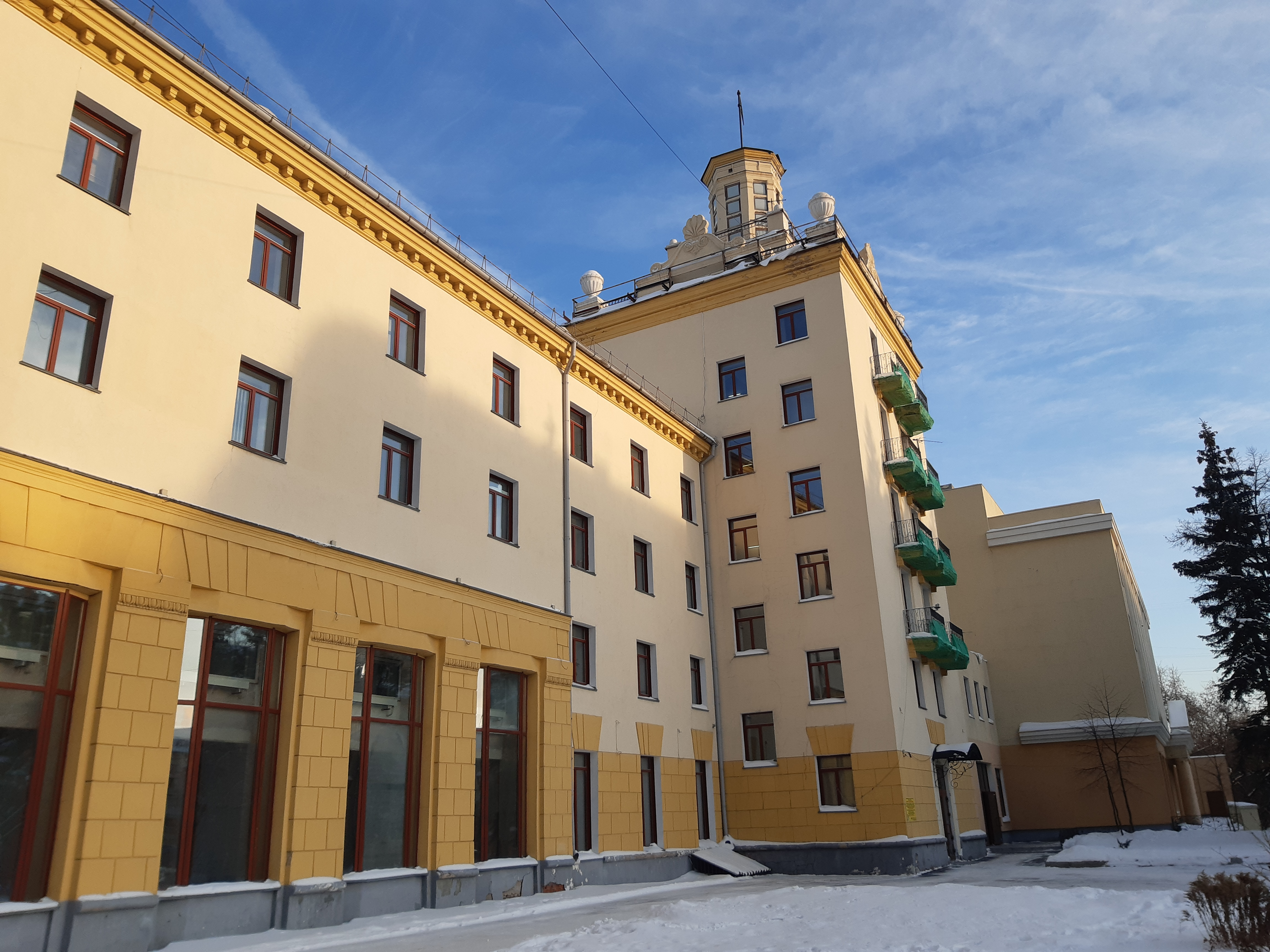
Улица Богдана Хмельницкого, 42. Часть архитектурного ансамбля ДК имени Горького.

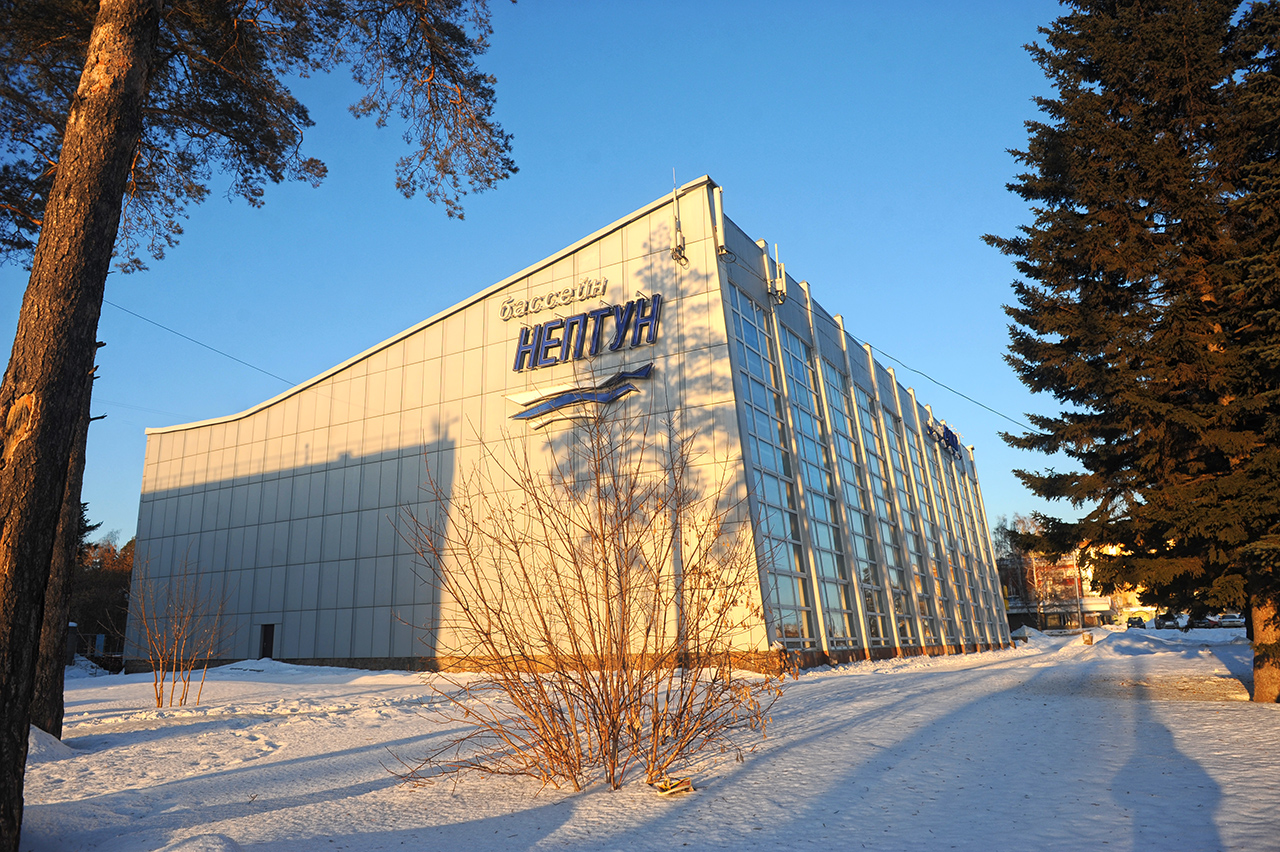
Бассейн «Нептун»

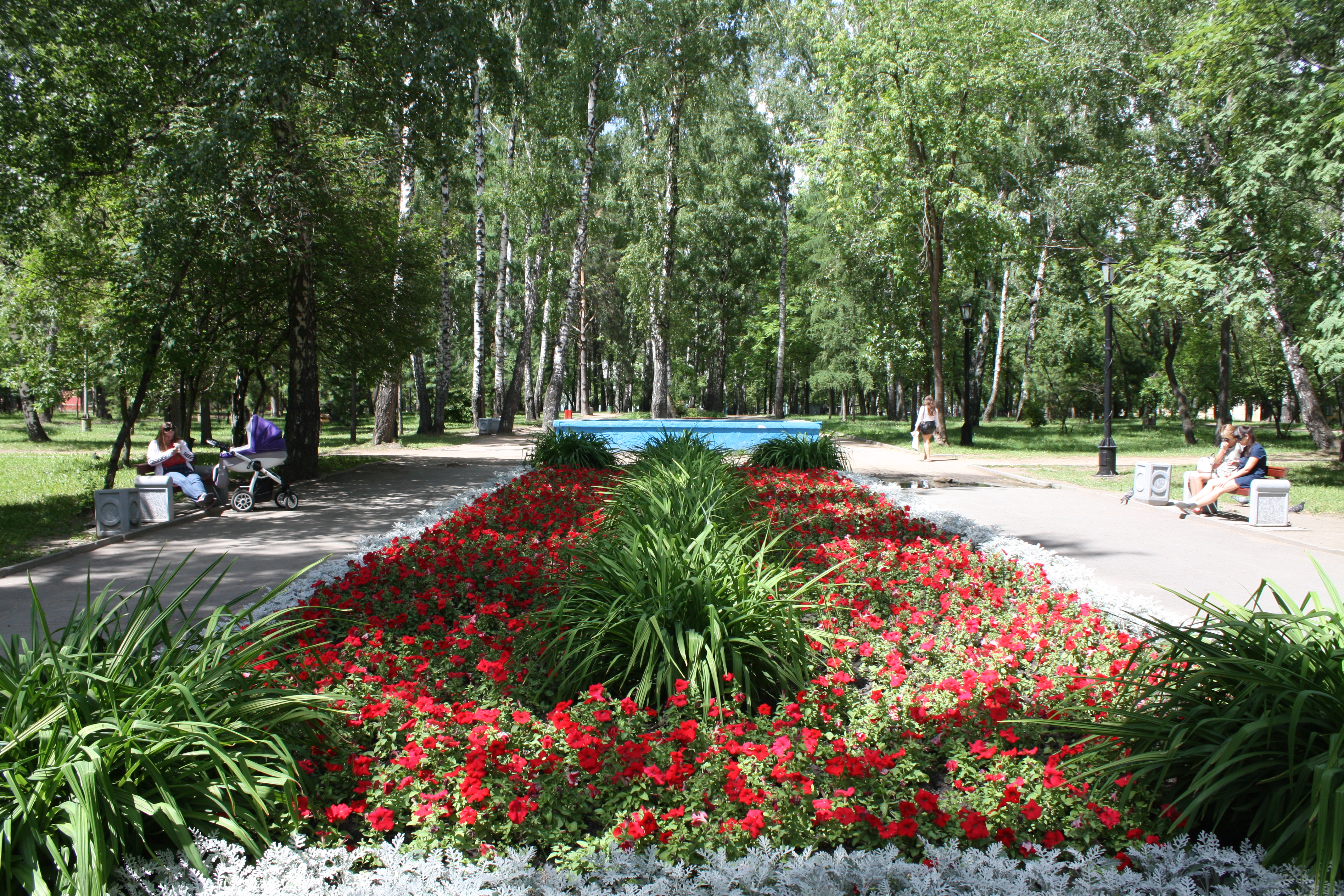
Павловский сквер

Второй этап застройки начался в 1955 году. Заказчиками строительства выступили предприятия Министерства среднего машиностроения «Химаппарат» и «Химконцентрат». Проектная организация — сибирский филиал Московской проектной конторы (с 1960 года — Сибакадемпроект). Для данного этапа застройки основной композиционно-транспортной осью также осталась улица Богдана Хмельницкого. По новому генеральному плану были уточнены пространственные решения площади ДК имени Горького, площади Сухой лог, спортивного центра. С генеральным планом Новосибирска были согласованы транспортные и композиционные связи между районом и существующей городской частью.
В 1957—1958 годах были приняты проекты четырёх- и пятиэтажных крупноблочных жилых домов, разработанных Горпроектом. Для предприятий соцкультбыта отведены первые этажи. Благоустройству территории комплекса, а также сохранению зелёного массива было уделено большое внимание. Авторы проекта 1956 года: А. В. Чернышев, А. С. Михайлов, М. Ю. Петухов, А. Л. Щербинин, В. С. Внуков. На Всесоюзном смотре творческих молодых архитекторов проект удостоился диплома Союза архитекторов СССР.
Главным общественным местом жилого комплекса стал дом культуры имени Горького, построенный архитекторами А. С. Михайловым, А. В. Чернышёвым и скульптором М. И. Меньшиковым (автор барельефа на фронтоне).
Для избежания монотонности застройки на территории выходящего к магистрали бора был создан крупный культурно-развлекательный и спортивно-оздоровительный комплекс, в который вошли кафе «Отдых» (1967, архитектор А. В. Чернышёв, награждён дипломом Госкомитета Сов. Министров РСФСР по делам строительства и архитектуры II степени), плавательный бассейн «Нептун» (1969, архитекторы: Г. П. Барановская, Г. А. Тюленин, диплом Госкомитета Сов. Мин. РСФСР II степени) и кинотеатр «Космос».

### Третий этап застройки
Третий этап застройки шёл в 1960—1970 годы. В этот период на территории комплекса возводились типовые пятиэтажные жилые дома  отделанные снаружи силикатным кирпичом. Это наименее интересный участок жилого комплекса.

### Открытие ледового дворца
В 1977 году был открыт ледовый дворец «Сибирь» (архитекторы: Э. И. Циплина, Б. А. Захаров).

### Снос зданий в 2016 году
В октябре 2016 года был снесён Дворец спорта, после чего 28 октября жителями Новосибирска был организован пятидневный пикет с целью выразить возмущение из-за сноса здания. Недовольство новосибирцев также вызвала вырубка сосен за клубом «Отдых».
В ноябре 2016 года был разрушен и клуб «Отдых».

### Статус достопримечательного места
Для предотвращения дальнейшего сноса исторических зданий жители Новосибирска и депутат горсовета Дмитрий Прибаловец предложили присвоить улице Богдана Хмельницкого статус достопримечательного места.
2 декабря 2016 года Экспертный совет при Управлении по государственной охране объектов культурного наследия Новосибирской области решил признать Красную горку достопримечательностью.
13 февраля 2017 года управление по госохране объектов культурного наследия Новосибирской области сообщило о включении в состав достопримечательного места территорию от кинотеатра «Космос» до Театральной улицы  по одной стороне улицы Богдана Хмельницкого и участок до Учительской улицы по другой.

## Декоративное оформление
С 1980-х годов мастерская «Красная горка» под руководством архитектора Геннадия Арбатского занималась архитектурно-художественным оформлением жилого комплекса.

### Дворы

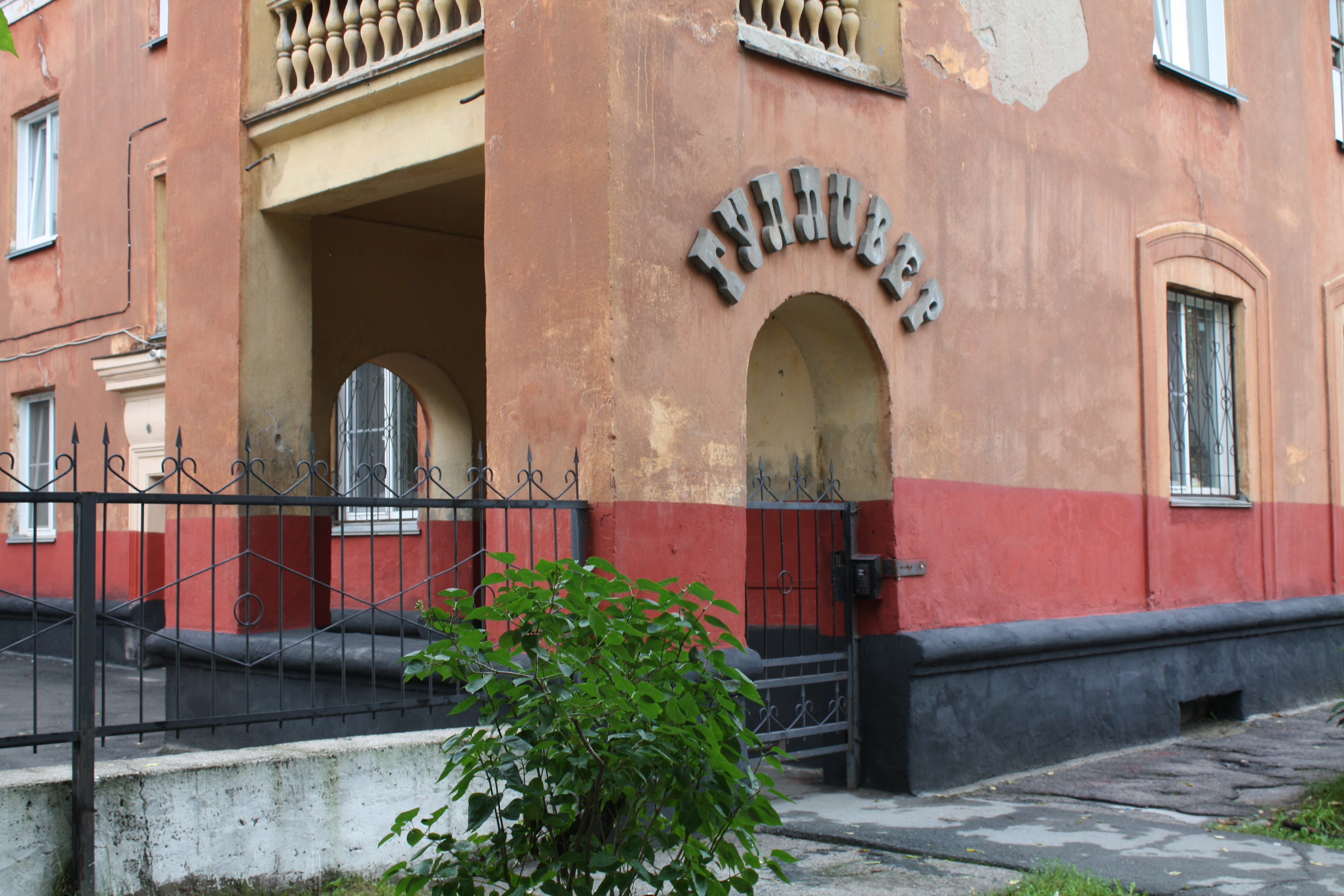
Двор «Гуливер»

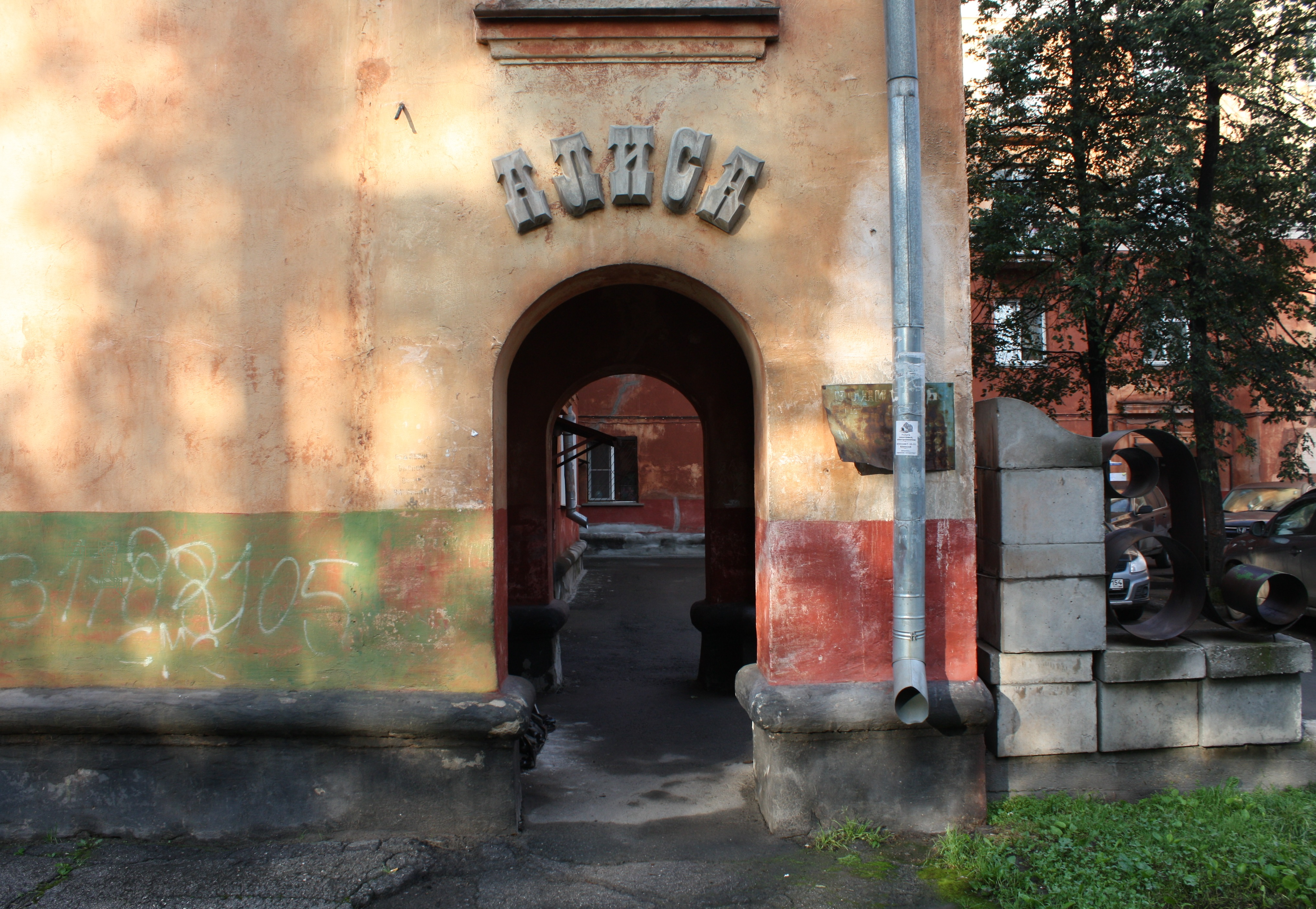
Двор «Алиса»

Первой работой творческого коллектива стал жилой двор «Гулливер» (2-й Краснодонский переулок, 10), созданный в 1982–1983 годах. Для детей была устроена горка для катания в виде стула Гулливера. Во дворе были установлены гигантские игральные карты, за ними находились большие цветные карандаши. Здесь же ранее действовал фонтан.
По адресу 1-й Краснодонский переулок, 9 находится художественно оформленный двор «Алиса», где также установлены различные скульптуры.
Около дома по улице Богдана Хмельницкого, 22 находится двор «Дилижанс».
Во дворе «Гнёздышко» команда Геннадия Арбатского установила скульптуру в виде гигантского яйца. В 2010 году при строительстве жилого комплекса произведение было разрушено, однако в 2017 году его реконструировали.

### Скульптуры
В 1980-е годы по эскизам архитектора были созданы 10 скульптур из металла, их установили на афишные тумбы, расположенные на улице Богдана Хмельницкого. Большинство из них тематически соответствуют тому месту, в котором находятся: около «Вороны с сыром» разместился небольшой рынок, возле «Колоса»  — хлебный магазин, скульптуру «Айболита» установили рядом с аптекой, а «Поэта», «Музыканта» и «Арлекина» — ближе к дворцу культуры имени Горького.
В 1987 году возле клуба «Отдых» мастерской была создана скульптурно-декоративная композиция «Музыканты».